# Nanophyes brevis bleusei
Nanophyes brevis bleusei é uma subespécie de insetos coleópteros polífagos pertencente à família Nanophyidae.
A autoridade científica da subespécie é Pic, tendo sido descrita no ano de 1900.
Trata-se de uma subespécie presente no território português.